# Субботина (Иркутская область)
Субботина — деревня в Черемховском районе Иркутской области России. Входит в городское поселение посёлок Михайловка.

## Население
| 2002 | 2010 | 2011 | 2012 | 2013 | 2014 | 2015 |
| ---- | ---- | ---- | ---- | ---- | ---- | ---- |
| 78   | ↗82  | →82  | ↘81  | ↗84  | ↗85  | ↗86  |
| 2016 | 2017 | 2021 |      |      |      |      |
| ↘83  | ↘82  | ↘71  |      |      |      |      |